# Diecéze Massa Carrara-Pontremoli
Diecéze Massa Carrara-Pontremoli (latinsky Dioecesis Massensis-Apuana) je římskokatolická diecéze v italské oblasti Toskánsko, která tvoří součást Církevní oblasti Toskánsko. Je sufragánní vůči arcidiecézi pisánské.

## Stručná historie
Území diecéze Pontremoli bylo vyčleněno z území diecéze Luni (dnes zaniklé) v roce 1797 papežem Piem VI.
Diecézi Massa zřídil papež Pius VII. v roce 1822, protože vévodství Massa chtělo mít vlastní diecézi.  
Plně došlo ke sjednocení diecézí v roce 1988. 